# Rowshandān
Rowshandān (persiska: روشندان) är en ort i Iran.   Den ligger i provinsen Mazandaran, i den norra delen av landet, 160 km nordost om huvudstaden Teheran. Antalet invånare är 830.
Terrängen runt Rowshandān är mycket platt. Runt Rowshandān är det tätbefolkat, med 790 invånare per kvadratkilometer. Närmaste större samhälle är Babol, 16,5 km sydväst om Rowshandān. Trakten runt Rowshandān består till största delen av jordbruksmark.